# ماري مورو
ماري مورو (بالإنجليزية: Mari Morrow)‏ هي ممثلة أمريكية، ولدت في 18 فبراير 1974 بميامي في الولايات المتحدة.

## وصلات خارجية
- ماري مورو على موقع IMDb (الإنجليزية)
- ماري مورو على موقع ألو سيني (الفرنسية)
- ماري مورو على موقع أول موفي (الإنجليزية)
- ماري مورو على موقع قاعدة بيانات الأفلام السويدية (السويدية)
- ماري مورو على موقع قاعدة بيانات الفيلم (الإنجليزية)
- ماري مورو على موقع كينوبويسك (الروسية)